# Zbór Kościoła Ewangelicznych Chrześcijan w Grodzisku Mazowieckim
Zbór Kościoła Ewangelicznych Chrześcijan w Grodzisku Mazowieckim – ewangeliczna wspólnota chrześcijańska, należąca do Kościoła Ewangelicznych Chrześcijan, mająca siedzibę w Grodzisku Mazowieckim, przy ul. Słonecznikowej 1.

## Charakterystyka
Zbór w Grodzisku Mazowieckim jest częścią Kościoła Ewangelicznych Chrześcijan, należącego do rodziny wolnych kościołów protestanckich. 

## Działalność
Nabożeństwa charakteryzują się prostą formą i składają się z kazań opartych na Biblii oraz wspólnego śpiewu i modlitwy. W czasie niedzielnych nabożeństw odbywają się zajęcia Szkoły Niedzielnej dla dzieci. Zbór prowadzi również spotkania studium biblijnego oraz angażuje się w działalność społeczną. Współpracuje z innymi kościołami i organizacjami o charakterze ewangelicznym.
Pastorem Zboru jest Tadeusz Weremiewicz. Działalnością Wspólnoty kieruje Rada Zboru (w której skład wchodzi m.in. pastor). Najwyższym organem Zboru jest Ogólne Zebranie Członków. Dokonuje ono między innymi wyboru pastora oraz członków Rady Zboru.